# حملة حماية

شعار حملة حماية

حملة حماية هي حملة ضمن برنامج الجنة في بيوتنا المذاع على بعض الفضائيات العربية والذي قدمه عمرو خالد، وكان هدفها توعية خمسة آلاف مدمن عربى لبدأ برنامج العلاج ضد إدمان المخدرات، وقد لاقت الحملة رد فعل قوية جدا في أوساط الشباب في جميع أنحاء العالم العربي، وقُدر عدد الشباب المشارك في الحملة بحوالى خمسة ملايين شخص «يقوم بفعل إيجابي» منذ بداية الحملة في تاريخ 7 مارس 2008. وشارك في الحملة بعض المنظمات الدولية مثل الأمم المتحدة وشرطة دبي.
وقد لاقت الحملة رد فعل شعبي وحكومي كبيرا في بعض الدول العربية وصل في بعض الدول إلى رئيس الحكومة، وفي بعض الدول الأخرى إلى المستوى الشعبي والهيئات الكبرى والنوادي الرياضية الكبرى، مثل ما حدث في مصر والسعودية والأردن ودول الخليج والجزائر.
وقد وافق أحمد نظيف - رئيس مجلس الوزراء المصري - على رعاية حملة «حماية» لمواجهة المخدرات والتي تستهدف إلى علاج 5 آلاف مدمن، والتي انطلقت بمشاركة الأمم المتحدة. ووجه رئيس الوزراء رعاية الحملة إلى حاتم الجبلي - وزير الصحة -. كما ووجهت الحملة الشكر لرئيس الوزراء لاهتمام مصر بحل مشكلة الإدمان، وأعربت عن أملها في أن يكون ذلك بداية تعاون مثمر بين أطراف الحملة والحكومة.

## وصلات خارجية
- لقاء د. عمرو خالد في برنامج قضايانا قضايكم حيث يتحدث عن الحملة، علي قناة الناس، موقع عمرو خالد